# Bub Means
Jerrod Means, detto Bub (Las Vegas, 10 gennaio 2001), è un giocatore di football americano statunitense che milita nel ruolo di wide receiver per i New Orleans Saints della National Football League (NFL).

## Carriera universitaria
Nella prima stagione nel college football nel 2019, Means fece parte dei Tennessee Volunteers, senza mai scendere in campo. L’anno seguente decise di passare a Louisiana Tech, dove non poté disputare gare ufficiali per tutta la prima stagione. Nel 2021 fece registrar 22 ricezioni per 430 yard e 2 touchdown.
Dopo la stagione 2021, Means annunciò che si sarebbe trasferito a Pittsburgh. Nella prima stagione con i Panthers totalizzò 27 ricezioni per 401 yard e 2 touchdown, incluse 4 ricezioni per 84 yard e un touchdown nella vittoria nel Sun Bowl per 37-35 su UCLA. L’anno seguente fece registrare 41 ricezioni per 721 yard e 6 touchdown.

## Carriera professionistica
Means fu scelto nel corso del quinto giro (170º assoluto) del Draft NFL 2024 dai New Orleans Saints. Nella settimana 6 segnò il suo primo touchdown contro i Tampa Bay Buccaneers. La sua prima stagione si chiuse con 9 ricezioni per 118 yard e una marcatura in 7 presenze, di cui una come titolare.